# Brødre
Brødre is een Deense oorlogs-dramafilm uit 2004 onder regie van Susanne Bier. Zij schreef het verhaal zelf, samen met Anders Thomas Jensen. De film won dertien prijzen, waaronder de publieksprijs op het Sundance Film Festival 2005 en de UCMF Film Music Award op het Filmfestival van Cannes 2006. Daarnaast werd ze genomineerd voor onder meer acht European Film Awards.
In december 2009 verscheen er een Amerikaanse versie van Brødre onder de titel Brothers.

## Verhaal
Michael Lundberg (Ulrich Thomsen) is een majoor in het Deense leger, gelukkig getrouwd met Sarah (Connie Nielsen), vader van dochtertjes Natalia (Sarah Juel Werner) en Camilla (Rebecca Løgstrup) die hij met haar kreeg en de trots van zijn eigen vader Henning (Bent Mejding). Hij rijdt naar de gevangenis om zijn broer Jannik (Nikolaj Lie Kaas) op te halen, voor wie precies het omgekeerde opgaat. Hij komt vrij na een gevangenisstraf die hij kreeg voor een bankoverval waarbij hij een medewerkster mishandelde.
's Avonds is er een etentje bij Michael en Sarah thuis ter gelegenheid van zijn afscheid. Hij wordt de volgende dag namelijk door het Deense leger uitgezonden naar Afghanistan. Voor het diner zijn behalve Michaels familie en Jannik ook hun ouders Henning en Else (Solbjørg Højfeldt) uitgenodigd. De spanningen lopen hoog op en Henning windt er geen doekjes om dat hij Jannik een grote mislukkeling vindt. Bovendien vindt de familie het vreselijk dat Michael naar een gevaarlijk oorlogsgebied gaat.
In Afghanistan slaat het noodlot toe. De helikopter waarin Michael zit, wordt uit de lucht geschoten en stort neer in een rivier. Twee vertegenwoordigers van de Deense krijgsmacht brengen Sarah de volgende dag het slechte nieuws. Zij brengt haar kinderen, schoonfamilie en Jannik op de hoogte, wanneer die dronken de van Michael geleende auto komt terugbrengen. Tijdens een ceremoniële uitvaartdienst in Denemarken komt het opnieuw tot een botsing tussen Henning en Jannik. Laatstgenoemde zegt zijn zoon dat hij niets meer heeft na het overlijden van Michael. Sarah krijgt om 4.00 's nachts een telefoontje van Jannik die dronken in het café zit zonder geld om de rekening te betalen. Zij gaat hem ophalen. Ze hebben een gesprek over het missen van Michael.
Jannik wordt de volgende dag met een houten hoofd wakker op Sarahs bank. Het dringt tot hem door dat Michael zijn leven veel beter leidde dan hij en besluit dat van hem te beteren. Hij gaat ten eerste in Michaels huis voor Sarah de keuken afmaken, wat er nog niet van kwam. Ook verneemt hij dat de bankbediende die hij mishandelde nog elke dag angstig en met psychische problemen door het leven gaat, bang voor de dag dat Jannik wellicht terugkeert. Hij belt haar tot haar grote geruststelling op om zijn excuses te maken voor het gebeurde en om haar ervan te verzekeren dat ze van hem nooit meer iets te vrezen zal hebben. Voor Natalia en Camilla wordt hij een soort surrogaatvader, de meisjes zijn dol op hem. Tussen Jannik en Sarah ontstaan ook romantische gevoelens, maar na één zoen besluiten ze allebei hier niets mee te doen, uit trouw aan Michael.
Ondertussen blijkt Michael niet dood. Hij is uit de rivier gekropen en gevangengenomen door de Taliban. Hij is opgesloten in een hutje samen met de eerder verdwenen en getraumatiseerde Deense radartechnicus Niels Peter (Paw Henriksen). Samen brengen ze dagen zittend en malend in gevangenschap door. Michael wordt er alleen uitgelaten om de Talibanstrijders van adviezen te voorzien wanneer zij die onder bedreiging van hem eisen. Zij besluiten op een dag dat Niels Peter nutteloos voor hen is. Daarom zetten ze een geweer op Michaels hoofd en geven hem een metalen staaf waarmee hij Niels Peter dood moet slaan. Doet hij dit niet, dan worden ze allebei gedood. Hoewel Michael in eerste instantie weigert, wil hij zo graag terugkeren naar zijn vrouw en dochters dat hij alsnog gehoorzaamt. Zwaar getraumatiseerd door de gedwongen moord, wordt hij terug in zijn gevangenis gestopt. Enige tijd later trekken er Britse troepen de nederzetting binnen. Zij bevrijden Michael. Hij verzwijgt het voorval met Niels Peter. Het komt tot een gelukkige hereniging tussen Michael en zijn familie in Denemarken.
Al vlot blijkt dat zijn ervaringen Michael enorm veranderd hebben. Hij denkt zeker te weten dat Jannik zijn vrouw heeft ingepikt toen hij weg was en vindt het verdacht dat die Sarahs keuken voor haar heeft gebouwd. Hij is wantrouwend, verward, agressief en snel geïrriteerd door alles wat zijn dochtertjes doen en zeggen. Camilla en Natalia worden bang voor hem en willen liever Jannik als vader. Sarah accepteert in eerste instantie Michaels naar haar verwachting tijdelijke gedrag, maar belt bang Jannik op als Michael midden in de nacht buiten zinnen de keuken en daarna de rest van het huis sloopt. Michael wordt ziedend wanneer hij Jannik ziet aankomen en probeert hem te wurgen, totdat de politie arriveert. Deze probeert beide mannen in hechtenis te nemen, maar Michael steelt het geweer van een van de agenten en richt dit op hen. Met de grootst mogelijke moeite voorkomt Jannik dat Michael nog stommere dingen doet door op hem in te praten. Niettemin pleegt hij met de bedreiging een misdaad en moet daarvoor de gevangenis in.
Sarah blijft Michael nog altijd trouw en zoekt hem op in de gevangenis. Zij zegt hem te zullen verlaten als hij haar niet vertelt wat er in Afghanistan gebeurd is. Hierop breekt hij en begint huilend te vertellen.

## Rolverdeling
- Niels Olsen - Allentoft
- Lars Ranthe - Preben 1
- Lars Hjortshøj - Preben 2, Janniks collega's op zijn nieuwe werk als timmerman
- Lene Maria Christensen - J. Solvej, Janniks nieuwe vriendin
- Laura Bro - Ditte, Niels Peters echtgenote
- André Babikian - Nadeem
- Tom Mannion - Miles

## Trivia
- De Deense actrice Nielsen (Sarah) speelde in Brødre haar vijftiende filmrol, maar het was voor haar de eerste in haar moedertaal.